# Karol Teofil Załuski
Karol Teofil Załuski z Załusk, z Iwonicza, Skorobohateryszek herbu Junosza (ur. 25 stycznia 1794 w Warszawie, zm. 28 listopada 1845 w Iwoniczu) – hrabia, marszałek szlachty powiatu upickiego i wileńskiego, jeden z przywódców i oficerów powstania listopadowego (walczący wraz z bratem  Józefem Załuskim) na Litwie, założyciel uzdrowiska Iwonicz-Zdrój, szef rosyjskiego poselstwa w Szwajcarii, rosyjski szambelan.
Syn Teofila Wojciecha (1760–1831) – kasztelana buskiego i Honoraty ze Stępkowskich, córki Józefa - wojewody kijowskiego, brat Józefa Bonawentury Załuskiego.
W latach 1816–1822 sprawował funkcje attaché i Chargé d’affaires w poselstwach (ambasadach) rosyjskich w Bernie szwajcarskim i w Berlinie. W 1825 otrzymał od ojca majątek Iwonicz w Galicji, który  roku 1799 kupił te tereny od Michała Ostaszewskiego.
W 1831 wziął udział w powstaniu listopadowym organizując ruch polski na Litwie. We wrześniu 1831 odznaczony Krzyżem Złotym Orderu Virtuti Militari. Po upadku powstania emigrował. Jego dobra w Gulbinie w zaborze rosyjskim uległy konfiskacie.
Po kilku latach tułaczki, najpierw w Anglii, następnie we Francji, uzyskał od władz austriackich prawo zamieszkania na terenach polskich należących do Austrii.   Wraz z (od 1826) żoną, Amelią z Ogińskich (1805–1858) zamieszkał  we dworku w Iwoniczu i rozbudował uzdrowisko, gdzie przyszło na świat czterech synów i cztery córki.
Przebywał tam  do śmierci 28 listopada 1845. Został pochowany w grobowcu rodzinnym na starym cmentarzu w Iwoniczu.
Została ustanowiona tablica upamiętniająca Karola Załuskiego w kościele parafialnym w Iwoniczu. W 2002 Gimnazjum w Iwoniczu-Zdroju otrzymało imię Amelii i Karola Załuskich.

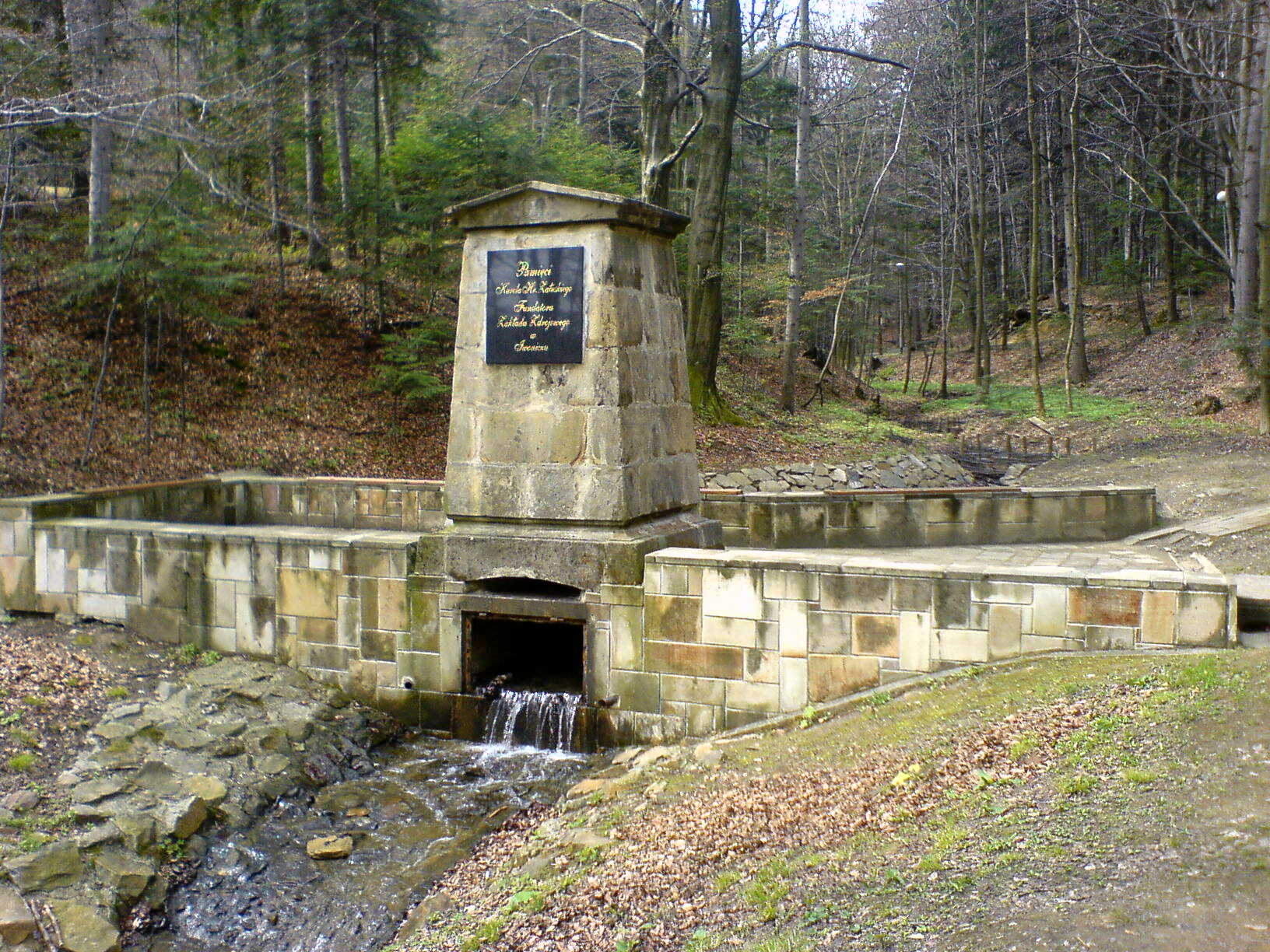
Iwonicz-Zdrój - jaz na Bełkotce z tablicą pamiątkową poświęconą hr. Karolowi Załuskiemu, fundatorowi Zakładu Zdrojowego w Iwoniczu